# Diócesis de Melipilla
La diócesis de Melipilla o de San José de Melipilla (en latín: Dioecesis Melipillensis) es una circunscripción eclesiástica de la Iglesia católica en Chile. Se trata de una diócesis latina, sufragánea de la arquidiócesis de Santiago de Chile. Desde el 7 de marzo de 2014 su obispo es Cristián Contreras Villarroel.

## Territorio y organización
La diócesis tiene 6217 km² y extiende su jurisdicción sobre los fieles católicos de rito latino residentes en las provincias de Melipilla y Talagante, en la región Metropolitana de Santiago; la comuna de Navidad, en la región de O'Higgins, y en gran parte de la provincia de San Antonio en la región de Valparaíso.
La sede de la diócesis se encuentra en la ciudad de Melipilla, en donde se halla la Catedral de San José. 
En 2021 en la diócesis existían 31 parroquias agrupadas en 4 decanatos: Rural, Talagante, Melipilla y San Antonio.
Decanato de Melipilla
- San José, en Melipilla
- Nuestra Señora de la Merced, en Melipilla
- Sagrada Familia, en Melipilla
- Santa Teresa de Los Andes, en Melipilla

Decanato Rural
- San Pedro, en San Pedro
- San Jerónimo, en Alhué
- Navidad del Señor, en Navidad
- Nuestra Señora de la Presentación, en Mallarauco
- Santa Rita, en María Pinto
- Nuestra Señora del Carmen, en Puangue
- Santa Rosa de Lima, en Chocalán
- Nuestra Señora de Lourdes, en Bollenar
- Nuestra Señora del Carmen, en Curacaví

Decanato de San Antonio
- Purísima Inmaculada Concepción, en Lo Abarca
- San Antonio de Padua, en San Antonio
- Virgen Medianera, en Cartagena
- Cristo Rey, en Llolleo
- Nuestra Señora del Rosario, en El Tabo
- Santo Domingo de Guzmán, en Rocas de Santo Domingo
- Santa Luisa de Marillac, en Barrancas
- Nuestra Señora de la Asunción, en Las Cruces

Decanato de Talagante
- Niño Dios, en Malloco
- Inmaculada Concepción, en Talagante
- Nuestra Señora de la Merced, en Isla de Maipo
- Francisco de Asís, en El Monte
- Nuestra Señora del Rosario, en Peñaflor
- Santo Domingo de Guzmán, en Lonquén
- San Ignacio de Loyola, en Padre Hurtado
- Santa Rosa de Lima, en Chena
- Nuestra Señora del Carmen, en Peñaflor
- Sagrado Corazón, en Talagante

## Historia
La diócesis fue erigida el 4 de abril de 1991 con la bula Quo aptius del papa Juan Pablo II, obteniendo de la arquidiócesis de Santiago de Chile el territorio de la antigua "Zona Rural Costa"), quedando como su diócesis sufragánea.
Su primer obispo fue Pablo Lizama Riquelme, quien ostentó este cargo desde 1991 hasta que en noviembre de 1999 fue nombrado obispo castrense de Chile. Durante nueve meses la sede episcopal estuvo vacante, tiempo durante el cual Rafael Vicuña Valdés ejerció el cargo de administrador diocesano.
A fines de mayo de 2000 la Santa Sede nombró obispo de la diócesis al entonces obispo de Iquique, Enrique Troncoso Troncoso, quien tomó posesión de la diócesis de San José de Melipilla el domingo 23 de julio del mismo año.
El 7 de marzo de 2014 el papa Francisco nombró a Cristián Contreras Villarroel como obispo de la diócesis de San José de Melipilla, quedando Enrique Troncoso Troncoso como obispo emérito de la diócesis, quien por razones de edad había solicitado la renuncia al papa. El 31 de mayo, Contreras empezó su servicio pastoral.
Desde el 7 de marzo de 2014 su obispo diocesano es Cristián Contreras, quien tomó posesión de la diócesis el 31 de mayo siguiente.

## Estadísticas
Según el Anuario Pontificio 2022 la diócesis tenía a fines de 2021 un total de 436 100 fieles bautizados.
| Año                                                                             | Población            | Población | Población      | Sacerdotes | Sacerdotes    | Sacerdotes    | Bautizados por sacerdote | Diáconos permanentes | Religiosos | Religiosos | Parroquias |
| Año                                                                             | Bautizados católicos | Total     | % de católicos | Total      | Clero secular | Clero regular | Bautizados por sacerdote | Diáconos permanentes | Varones    | Mujeres    | Parroquias |
| ------------------------------------------------------------------------------- | -------------------- | --------- | -------------- | ---------- | ------------- | ------------- | ------------------------ | -------------------- | ---------- | ---------- | ---------- |
| 1999                                                                            | 352 000              | 429 000   | 82.1           | 55         | 33            | 22            | 6400                     | 28                   | 32         | 133        | 30         |
| 2000                                                                            | 356 000              | 434 000   | 82.0           | 64         | 35            | 29            | 5562                     | 28                   | 41         | 115        | 30         |
| 2001                                                                            | 404 756              | 484 486   | 83.5           | 65         | 35            | 30            | 6227                     | 33                   | 58         | 113        | 30         |
| 2002                                                                            | 399 858              | 483 973   | 82.6           | 68         | 36            | 32            | 5880                     | 33                   | 85         | 109        | 31         |
| 2003                                                                            | 337 723              | 482 462   | 70.0           | 65         | 37            | 28            | 5195                     | 37                   | 61         | 122        | 31         |
| 2004                                                                            | 385 970              | 482 462   | 80.0           | 68         | 41            | 27            | 5676                     | 40                   | 60         | 124        | 31         |
| 2013                                                                            | 422 000              | 528 700   | 79.8           | 59         | 40            | 19            | 7152                     | 68                   | 46         | 96         | 31         |
| 2016                                                                            | 420 379              | 543 646   | 77.3           | 54         | 34            | 20            | 7784                     | 73                   | 40         | 86         | 31         |
| 2019                                                                            | 424 450              | 573 810   | 74.0           | 48         | 30            | 18            | 8842                     | 65                   | 42         | 74         | 35         |
| 2021                                                                            | 436 100              | 589 625   | 74.0           | 51         | 33            | 18            | 8550                     | 67                   | 42         | 74         | 31         |
| Fuente: Catholic-Hierarchy, que a su vez toma los datos del Anuario Pontificio. |                      |           |                |            |               |               |                          |                      |            |            |            |

## Episcopologio
| Obispos de Melipilla | Obispos de Melipilla | Obispos de Melipilla          | Obispos de Melipilla                      | Obispos de Melipilla                                  | Obispos de Melipilla | Obispos de Melipilla |
| Obispo               | Obispo               | Obispo                        | Nombramiento                              | Final                                                 | Notas |                      |
| -------------------- | -------------------- | ----------------------------- | ----------------------------------------- | ----------------------------------------------------- | --- | -------------------- |
| I                    |                      | Pablo Lizama Riquelme         | 4 de abril de 1991 por Juan Pablo II      | 4 de enero de 1999 Nombrado obispo castrense de Chile | Consagrado el 9 de marzo de 1986 Tomó posesión el 1 de mayo de 1991Prelado de Illapel (1985-1988) Obispo auxiliar de Talca (1988-1991) Obispo castrense de Chile (1991-2004) Arzobispo de Antofagasta (2004-2017) Administrador apostólico de Iquique (2012-2014) |                      |
| II                   |                      | Enrique Troncoso Troncoso     | 28 de mayo de 2000 por Juan Pablo II      | 7 de marzo de 2014 Retirado                           | Consagrado el 12 de agosto de 1989Obispo de Iquique (1989-2000) |                      |
| III                  |                      | Cristián Contreras Villarroel | Desde el 7 de marzo de 2014 por Francisco |                                                       | Consagrado el 21 de junio de 2003Obispo titular de Illiberi (2003-2014) Obispo auxiliar de Santiago de Chile (2003-2014) |                      |